# Hôpital européen Georges-Pompidou
Das Hôpital européen Georges-Pompidou ist ein Krankenhaus in Paris und gehört zum öffentlichen Krankenhausverbund Assistance publique – Hôpitaux de Paris (AP-HP). Es befindet sich mit der Adresse 20 rue Leblanc zwischen den Straßen Rue Leblanc und Rue du Professeur-Florian-Delbarre im Quartier de Javel des 15. Arrondissements.

## Geschichte
Das Hôpital européen Georges-Pompidou wurde als Nachfolgekrankenhaus dreier aufgegebener Krankenhäuser (Hôpital Boucicaut, Hôpital Broussais und Hôpital Laennec) Anfang 2001 eröffnet. Der Entwurf stammt vom französischen Architekten Aymeric Zublena. Im Jahr 2013 betrug die Bettenzahl 1160 und die Zahl der Mitarbeiter 4520, davon waren 949 Mediziner.

## Bedeutung
Das Hôpital européen Georges-Pompidou ist ein allgemeinversorgendes Krankenhaus und hat darüber hinaus drei Zentren. Das Herzzentrum, das Zentrum für Onkologie und ein Zentrum für Notfallmedizin.  Es ist als eines der weltweit führenden Krankenhäuser auf dem Gebiet der Herzkrankheiten bekannt. 2013 entwickelte Alain Carpentier das erste 100 % künstliche Herz unter Verwendung von Biomaterialien und elektronischen Sensoren. Das Gerät wurde am 18. Dezember 2013 erfolgreich von einem Team des Krankenhauses implantiert.